# Zigmantas Balčytis
Zigmantas Povilas Balčytis, né le 16 novembre 1953 à Juodžiai (municipalité du district de Šilutė) en Lituanie, est un homme d'État lituanien membre du Parti social-démocrate (LSDP). Il exerce par intérim les fonctions de Premier ministre en 2006 et est député européen de 2009 à 2019.

## Biographie

### Formation et vie professionnelle
Diplômé en cybernétique économique l'université de Vilnius en 1976, il travaille pendant les deux années qui suivent comme ingénieur au bureau de conception et de construction du ministère de l'Industrie alimentaire. Il est nommé directeur adjoint de la philharmonie nationale de Lituanie en 1984, un poste qu'il occupe pendant cinq ans. 

### Débuts en politique
Après avoir été membre du Parti communiste de Lituanie (LKP), il adhère en 1990 au Parti lituanien démocrate du travail (LDDP). Entre 1992 et 1994, il est directeur de la manufacture d'asphalte et de béton de Vilnius. Cette année-là, il est élu au conseil municipal de la capitale lituanienne.
Il est de 1996 à 2000 le directeur général adjoint de la société Lithun. À l'occasion des élections législatives du 8 octobre 2000, il est élu député au Seimas dans le cadre de la coalition sociale-démocrate de l'ancien président de la République Algirdas Brazauskas.

### Ministre d'Algirdas Brazauskas
Il est nommé ministre des Transports et des Communications le 4 juillet 2001 et devient membre la même année du Parti social-démocrate lituanien (LSDP). Réélu aux élections législatives des 10 et 24 octobre 2004, il est reconduit dans ses fonctions ministérielles. Le 10 juin 2005, il devient ministre des Finances. À l'occasion du congrès de 2004 du LSDP, il est élu vice-président du parti.

### Premier ministre intérimaire mais non investi
Le 1er juin 2006, Brazauskas est contraint à la démission et le président de la République Valdas Adamkus doit lui choisir un successeur temporaire. Balčytis devient alors Premier ministre par intérim.
Le 15 juin, le chef de l'État lui confie mandat de former le nouveau gouvernement. Il échoue cependant à obtenir, cinq jours plus tard, la confiance du Seimas : alors qu'il avait besoin d'au moins 67 voix en sa faveur, du fait de la présence de 132 députés sur 141, il n'en a reçu que 52.

### Ministre de Kirkilas et démission
Le président Adamkus choisit alors de nommer par intérim Gediminas Kirkilas au poste de Premier ministre, qui obtient la confiance du Seimas le 20 juillet et qui reconduit Zigmantas Balčytis au poste de ministre des Finances.
Il démissionne du poste de ministre des Finances, le 27 mars 2007 après un scandale impliquant son fils dans l'utilisation des fonds européens.

### Député européen
Après les élections législatives des 12 et 26 octobre 2008, qui voient la défaite de la coalition au pouvoir et le retour au gouvernement du centre droit emmené par Andrius Kubilius, il est désigné président du groupe parlementaire social-démocrate au Seimas. Il est élu député européen lors des élections européennes de 2009.

### Élection présidentielle de 2014
Il est le candidat du LSDP pour l'élection présidentielle des 11 et 25 mai 2014.
Au premier tour, il se classe deuxième avec 181 555 voix, soit 13,84 %. Il se place ainsi derrière la présidente de la République Dalia Grybauskaitė qui caracole en tête avec 46,6 % des suffrages exprimés. Par ailleurs, il devance le candidat du Parti du travail (DP) Artūras Paulauskas de seulement 21 500 voix. C'est la première fois depuis l'élection de 1993 que le candidat social-démocrate accède au second tour de la présidentielle.
Celui-ci se tient d'ailleurs le 25 mai, jour des élections européennes auxquelles il est candidat, en tant que tête de liste du LSDP. Avec 485 968 voix, il réalise une progression de l'ordre de 167 %, mais ne parvient pas à combler son retard et se contente de 40,95 % des exprimés. Parallèlement, au scrutin européen, les sociaux-démocrates remportent 17,3 % des suffrages et 2 sièges.